# Gudja
Gudja es un consejo local y una villa de Malta con una población de 3.050 habitantes. La villa está localizada en una pequeña colina al sur de la ciudad de La Valeta.
La villa posee una plaza llamada Palazzo Bettina. La iglesia de la parroquia está dedicada a la Asunción de la Virgen María. Gudja también es famosa por su capilla medieval de Bir Miftuh, con más de 500 años antigüedad.
- Datos: Q1018153
- Multimedia: Gudja / Q1018153